# Кім Чхан Ван
Кім Чхан Ван (кор. 김창완, нар. 22 лютого 1954, Сеул, Південна Корея) — південнокорейський музикант, актор, композитор, ведучий та поет. Передусім відомий як один з членів надзвичайно популярного у 1970-х 1980-х роках в Кореї рок-гурту Sanulrim.

## Біографія
Кім Чхан Ван народився 22 лютого 1954 року в столиці Республіки Корея місті Сеул. З підліткового віку він почав писати музику, згодом разом зі своїми молодшими братами Чхан Хуном та Чхан Іном Чхан Ван створив студентський музичний гурт Mui. 

### Sanulrim
У 1977 році, по закінченні Чхан Ваном Сеульського університету та проходження військової служби, брати вирішили професійно займатись рок-музикою. Перейменувавши гурт на Sanulrim (кор. 산울림 в перекладі Гірське ехо), невдовзі вони випустили свій дебютний альбом, який став не тільки комерційно успішним але і отримав схвальні відгуки критиків. В новому гурті Чхан Ван став вокалістом та гітаристом. Гурт виконував пісні в незвичних для Кореї жанрах хардрок та психоделічний рок, цим їм вдалося привернути до себе увагу та привнести нову хвилю в корейську музичну індустію. За наступні декілька років вони випустили 10 студійних альбомів. Згодом Sanulrim стали одним з найвпливовіших та улюблених рок-гуртів Кореї. Наприкінці 1990-х років з початком розвитку індустрії K-pop, Sanulrim перевидали всі свої альбоми та записали триб'ют-альбом. У 2007 році гурт відсвяткував тридцятиріччя, з нагоди цього вони провели великий святковий концерт та планували у наступному році випустити новий альбом. Але їх планам не судилось збутись. Наприкінці січня 2008 року у Ванкувері трагично загинув один з братів Кім Чхан Ік, після чого гурт припинив існування.

### Сольна кар'єра
Ще з початку 1990-х років Кім Чхан Ван паралельно з музичною кар'єрою почав зніматись в фільмах та серіалах. Спочатку це були незначні другорядні ролі, але згодом режисери все частіше пропонували йому більш помітні ролі. Так у 2006 році Чхан Ван зіграв одну з головних ролей в драмі «Биття серця», потім він зіграв в популярній романтичній комедії «Королева домогосподарок» та ще в декількох успішних драмах. У 2013 році Чхан Ван отримав головну роль в слешері «Лікар», в якому зіграв пластичного хірурга. Паралельно зі зйомками в фільмах та серіалах він також вів радіопрограми, був ведучим розважальних шоу на телебаченні, та писав книги. Але і музичну кар'єру він остаточно не закинув, у 2008 році він заснував гурт під власним ім'ям (Kim Chang-wan Band) з яким випустив декілька мініальбомів . Крім того Чхан Ван співпрацював з кількома молодими виконавцями, зокрема з IU, з якою записав пісню Meaning of you

## Фільмографія
За свою акторську кар'єру Кім Чхан Ван знявся в десятках фільмів та серіалів. Нижче наведені лише найвідоміші його ролі (список не включає камео та спеціальні появи).

### Телевізійні серіали
| Рік  | Назва                         | Роль          | Мережа |
| ---- | ----------------------------- | ------------- | ------ |
| 2005 | «Биття серця»                 | Кім Чхан Ван  | MBC    |
| 2006 | «По-справжньому кохати»       | Кан Сан       | MBC    |
| 2007 | «За білою вежею»              | У Йон Гіль    | MBC    |
| 2007 | «Кавовий принц»               | Хон Ге Сік    | MBC    |
| 2007 | «Жорстоке кохання»            | Хван Ін Су    | KBS2   |
| 2008 | «Світ в якому вони живуть»    | Пак Хьон Соп  | KBS2   |
| 2009 | «Королева домогосподарок»     | Кім Хон Сік   | MBC    |
| 2010 | «Золотий дім»                 | Кім Сан Чхоль | tvN    |
| 2010 | «Королівський реверанс»       | Мок Йон Чхоль | MBC    |
| 2013 | «Кінець світу»                | Чхве Су Чхоль | jTBC   |
| 2013 | «Хто ти?»                     | Чхве Мун Сік  | tvN    |
| 2013 | «Добрий лікар»                | Чон           | KBS2   |
| 2013 | «Моя любов від зірки»         | Чан Йон Мок   | SBS    |
| 2014 | «Таємна дверь»                | Кім Тхек      | SBS    |
| 2016 | «Хваран: Молоді поети воїни»  | Пак Йон Сіль  | KBS2   |
| 2017 | «Жонглери»                    | До Те Гон     | KBS2   |
| 2020 | «Нормально бути ненормальним» | О Чі Ван      | tvN    |

### Фільми
| Рік  | Назва                            | Роль                         |
| ---- | -------------------------------- | ---------------------------- |
| 1999 | «Дзвінок: Вірус»                 | репортер Кім                 |
| 2004 | «100 днів з паном Зарозумілість» | батько Кан Ха Йон            |
| 2004 | «Порив вітру»                    | голова поліцейської дільниці |
| 2008 | «Небесний листоноша»             | Лі Му Гьо                    |
| 2010 | «Кроваві клинки»                 | король Сонджо                |
| 2013 | «Лікар»                          | Чхве Ін Бом                  |

## Нагороди
| Рік  | Нагорода                    | Категорія                                          | Робота                                        | Результат | Прим.  |
| ---- | --------------------------- | -------------------------------------------------- | --------------------------------------------- | --------- | ------ |
| 1978 | Музична премія TBC          | Срібний приз, 중창 category                        | Н/Д                                           | Перемога  |        |
| 1981 | Музична премія KBS          | 중창 category                                      | Н/Д                                           | Перемога  |        |
| 1995 | 14-та Премія MBC драма      | Нагорода за майстерність (категорія: Радіо)        | Н/Д                                           | Перемога  |        |
| 2007 | 26-та Премія MBC драма      | PD Award                                           | «За білою вежею», «Кавовий принц»             | Перемога  | [ 10 ] |
| 2008 | 23-тя Премія Золотий диск   | Нагорода за життєві досягнення                     | Н/Д                                           | Перемога  |        |
| 2009 | 28-ма Премія MBC драма      | Золота акторська нагорода (актор мінісеріалу)      | «Королева домогосподарок», «Трійнята»         | Перемога  | [ 11 ] |
| 2010 | Премія Голос SBS            | Recipient                                          | «Цього прекрасного ранку з вами Кім Чхан Ван» | Перемога  |        |
| 2010 | 4-та Розважальна премія SBS | Найкращий радіо DJ                                 | «Цього прекрасного ранку з вами Кім Чхан Ван» | Перемога  | [ 12 ] |
| 2011 | 23-тя Премія Korea PD       | Найкращий виконавець (категорія: Радіоведучий)     | «Цього прекрасного ранку з вами Кім Чхан Ван» | Перемога  |        |
| 2014 | 3-тя Премія «Зірок МААТР»   | Найкращий актор другого плану                      | «Моя любов від зірки»                         | Номінація |        |
| 2014 | 22-га Премія SBS драма      | Спеціальна нагорода (актор середньотривалої драми) | «Моя любов від зірки»                         | Перемога  | [ 13 ] |